# Buchis
De heilige stier Buchis was een stierengod uit de Egyptische Oudheid. Hij werd vereerd in de regio van Thebe.

## Mythologie
De heilige stier bekend bij de Grieken als Buchis wat in het Egyptisch werd bakh, ba-akh enz werd vereerd in het gebied van Armant en in Thebe. De stieren werden begraven als goden in een gebouw het Bucheion en dat werd in 1927 ontdekt, vanaf de Nieuwe rijk werden daar stieren begraven, tot in de tijd van keizer Diocletianis. De begraafplaats van de moeders van de Buchis-stieren is ook gevonden bij Armant. De cultus duurde tot 400 na Christus in de Romeinse tijd, een schrijver Macrobius beschreef het ritueel.

## Aanbidding
Buchis werd geassocieerd met Ra en Osiris en zeker met Mentoe, hij werd vereerd in Thebe en in Armant en andere plekken. Er was een stier op een plek die de god op aarde was. Hij werd afgebeeld op een beeld als er geen Buchis voorhanden was. Buchis leverde (net zoals andere stierengoden) een belangrijke orakel, maar de god was ook bekend om zijn helende mogelijkheden, speciaal voor het oog.

## Afbeelding
Volgens een antieke auteur Buchis was een dier met een wit lijf en een zwarte kop, de god kan niet goed van andere stierengoden worden onderscheiden. De afbeeldingen op amuletten zijn moeilijk te onderscheiden of het wel Buchis is, de god is bekend van een stele vanaf de 19e dynastie. Maar soms heeft de god een zonneschijf met twee veren op, dit refereert aan Mentoe.
Aker · Amaoenet · Ammit · Amenhotep, zoon van Hapoe · Amon · Amon-Re · Amset · Anat · Andjeti · Anhoer · Anubis · Anoeket · Apedemak · Apepi · Apis · Arensnuphis · Astarte · Atoem · Aton · Baäl · Baälat · Bat · Banebdjedet · Bastet · Benben · Benoe · Bes · Buchis · Chentiamentioe · Chepri · Chons · Doeamoetef · Geb · Hapy (Nijlgod) · Hapy (zoon van Horus) · Harmachis · Harpocrates · Hathor · Hatmehyt · Heh en Hehet · Heka · Heket · Herisjef · Hesat · Horus · Hoe · Iaret · Imhotep · Ishtar · Isis · Isis-Sothis · Kebehsenoef · Kek · Chnoem · Maät · Mandulis · Mentoe · Meretseger · Mesechenet · Min · Miysis · Mnevis · Moet · Naoenet · Nechbet · Nechen en Pe · Nefertem · Neith · Nennoe · Nephthys · Noen · Noet · Osiris · Pachet · Ptah · Qetesh · Ra · Renenoetet · Renpit · Resjef · Satet · Sechmet · Selket · Serapis · Sesjat · Seth · Sjoe · Sobek · Sokaris · Sopdet · Ta-Bitjet · Tabh · Tatenen · Taweret · Tefnoet · Thoth · Wadjet · Wepwawet · Werethekaoe ·